# 岩津バスストップ

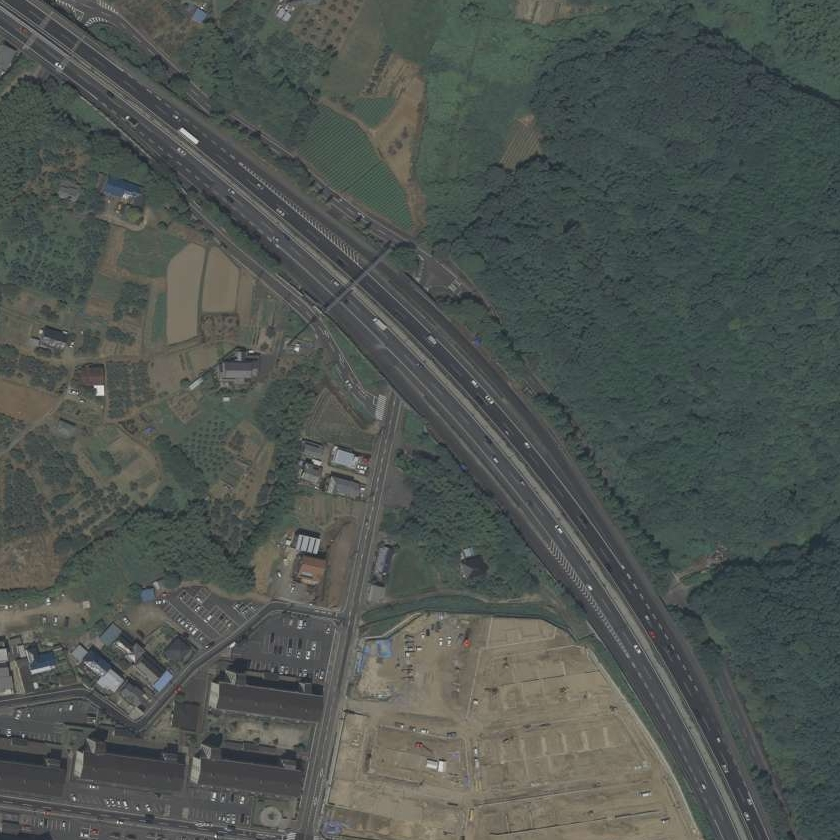

岩津バスストップ（いわづバスストップ）は、愛知県岡崎市の東名高速道路本線上にあるバス停留所である。東名岩津（とうめいいわづ）とも言う。

## 概要
東名ハイウェイバスの急行便（名古屋駅・静岡駅間）が1日1往復のみと、名鉄バス・福島交通の夜行高速バス「名古屋宇都宮福島線」が停車する。
中部国際空港行は2019年（令和元年）8月5日より運行休止。

## 隣接のバス停
- 東名ハイウェイバス
上郷BS - 岩津BS - 岡崎BS
- 名古屋宇都宮福島線
豊田BS - 岩津BS - 本宿BS

※ 中部国際空港行は2019年（令和元年）8月5日より運行休止。

## 乗り換え
名鉄バス
「東名岩津」バス停が下り線側の階段を下りたところにあり、名鉄名古屋本線 東岡崎駅、JR東海道本線 / 愛知環状鉄道・愛知環状鉄道線 岡崎駅方面に向かうことができる。上り線側からは徒歩で約3分。ただしこのバス停を発着するバスの本数はごく少ない（東名岩津発は平日1日2本、6時台のみで、土休日運休。ただし、東岡崎駅から東名岩津へ向かうバスは、平日2本、土休日1本設定あり。かつては深夜バスが運行されていたが、現在は廃止されている。）。バスの運行していない時間に鉄道駅や岡崎市市街地へ向かう場合は、当バスストップから400ｍほど離れたところにある「岩津団地」バス停、または「市営岩津住宅」バス停を利用することとなる。

## その他
交通情報の渋滞情報では、このバス停を目標にすることが多い。
東京料金所からの距離は300.1kmである。